# Rinorea racemosa
Rinorea racemosa (Mart.) Kuntze – gatunek roślin z rodziny fiołkowatych (Violaceae). Występuje naturalnie w Kolumbii, Wenezueli, Peru oraz Brazylii (w stanach Acre, Amazonas, Amapá, Pará, Rondônia i Roraima). 

## Morfologia
PokrójZimozielone drzewo lub krzew.
LiścieUlistnienie jest naprzeciwległe. Blaszka liściowa ma eliptyczny kształt, jest lekko karbowana na brzegu, ma symetryczną nasadę i spiczasty wierzchołek.
KwiatyZebrane w gronach.
OwoceTorebki mierzące 15-40 mm średnicy. Nasiona mają kulisty kształt, są gładkie i pokryte plamkami.

## Biologia i ekologia
Rośnie w lasach, na wysokości do 200 m n.p.m.